# Форстер, Эдвард Морган
Эдвард Морган Форстер, чаще Э. М. Форстер (англ. Edward Morgan Forster, 1 января 1879, Лондон — 7 июня 1970, Ковентри) — английский писатель, которого занимала неспособность людей различных социальных (классовых, этнических) групп понять и принять друг друга. Автор шести романов, пять из которых были написаны в возрасте с 26 до 35 лет. Во второй половине жизни новых художественных произведений не публиковал.

## Жизнь и творчество
Сын валлийского архитектора, который умер от чахотки, когда мальчику не было двух лет. Воспитывался матерью в загородном доме под Стивениджем; ныне этот район находится под охраной государства как «земля Форстера» (англ. Forster Country).  В юности зачитывался романами Джейн Остин, Джорджа Мередита и Сэмюэла Батлера, которые во многом определили его литературные вкусы. 
Во время учёбы в Кембридже, несмотря на природную застенчивость, посещал заседания общества «апостолов». Вместе с Литтоном Стрейчи, Леонардом Вулфом и другими кембриджскими студентами составлял кружок, позднее названный группой Блумсбери. Унаследовал часть состояния банкира Торнтона, что позволило ему свободно заниматься литературой.
Огромный след в душе Форстера оставило предпринятое в 1904 году путешествие по Греции и Италии, которое дало пищу для его первых рассказов (где нередко показано раскрепощение чопорных викторианцев под магическим действием средиземноморского солнца). Лето 1905 года провёл в померанском имении Элизабет фон Арним (ныне деревня Жендзины в Польше), где преподавал английский язык её детям.
Форстер жил с матерью (сначала в Уэйбридже, потом в Мол-Вэлли) вплоть до её смерти в 90-летнем возрасте (в 1945 году). Первые пять романов он написал, не имея опыта сексуальных отношений. После публикации романа «Говардс-Энд» (1910) вступил в затяжной период творческого застоя. В дневнике того времени он сетовал на пресыщенность историями о любви мужчин и женщин (единственными, которые могли быть приняты в печать).
В поисках выхода из кризиса Форстер (вместе со своим другом Г. Дикинсоном и поэтом Р. К. Тревельяном) совершил первое путешествие в Индию (1912) и написал пьесу «Сердце Боснии», которую, впрочем, счёл неудачной и отказался публиковать. Роман «Морис» (1913—1914), в котором рассказано о любовной связи двух молодых людей, не мог быть напечатан из-за существовавшего табу на гомосексуальные темы.
Во время Первой мировой войны не служил, будучи «сознательным отказчиком». Работал на «Красный крест» в Александрии, где познакомился с Кавафисом. Именно он открыл греческого поэта для Европы, опубликовав в 1919 году переводы его лирики в журнале «Атенеум». Он же открыл для Запада «александрийскую» тему, развитую затем в «Александрийском квартете» Лоренса Даррелла и подхваченную Иосифом Бродским.
Во время второй поездки в Индию (1921—1922) Форстер стал секретарём одного махараджи. Он влюбился в эту страну, при этом несколько идеализировав её (наряду с другими писателями рубежа XIX и XX веков, искавшими свободы от условностей поствикторианской Англии на Востоке). Наибольший успех среди всех его книг имел роман «Путешествие в Индию» (1924), многократно переиздававшийся и экранизированный в 1984 году Дэвидом Лином.
После публикации «Путешествия в Индию» и нескольких книг о своём любимом городе — Александрии — Форстер отошёл от литературы. Писал «в стол» гомоэротические рассказы, публикация которых была в то время немыслима. В 1927 году выпустил книгу о писательском мастерстве (Aspects of the Novel). В 1951 году написал либретто для оперы своего друга Бенджамина Бриттена «Билли Бадд» (по повести Г. Мелвилла). 
Отход от художественного творчества совпал с изменениями в личной жизни Форстера. В 1919—1921 годах любимым человеком Форстера был кондуктор египетского трамвая, после переезда в Индию его сменил местный брадобрей. В 1925 году Дж. Р. Экерли познакомил Форстера с полицейским Гарри Дэйли, который на семь лет стал его любовником. Позднее Форстер жил в амстердамском доме К. Ишервуда и его партнёра Хайнца вместе с коллегой Дэйли — Бобом Бакингемом (1892—1975). 
В 1940-е годы Форстер вёл передачи на Би-би-си, занимался общественной деятельностью, выступал как антифашист. Среди присуждённых ему наград — Орден Кавалеров Чести и Орден заслуг.
Отношения с Бакингемом продолжались сорок лет. В 1960-е Боб и его супруга ухаживали за теряющим слух писателем после череды инсультов, забрав его к себе в Ковентри. В 85 лет Форстер вместе с Уильямом Голдингом проехался по Уилтширу. 
Э. М. Форстер умер на 92-м году жизни, последним из выдающихся писателей «прекрасной эпохи». Прах Форстера и Бакингема был перемешан и развеян в саду близ Уорикского университета. 
С 1986 по 1992 годы все романы Форстера (за исключением «Самого долгого путешествия») были экранизированы (из них три — Джеймсом Айвори). На основе материалов восточных поездок Форстера южноафриканским писателем Дэймоном Гэлгутом в 2014 году написан роман «Арктическое лето» (русский перевод выпущен издательством «АСТ» в 2016 году).

## Список произведений

### Романы
- «Куда боятся ступить ангелы» (Where Angels Fear to Tread) (1905)
- «Самое долгое путешествие» (The Longest Journey) (1907)
- «Комната с видом» (A Room with a View) (1908)
- «Говардс Энд» (Howards End) (1910)
- «Путешествие в Индию» (A Passage to India) (1924)
- «Морис» (Maurice) (1913—1914, согласно воле автора опубликован посмертно в 1971 году);
- Arctic Summer (начатый в 1911 году и не законченный роман, опубликован в 1980)

### Сборники рассказов
- «Небесный омнибус» (The Celestial Omnibus, 1911)
- «Вечный миг» (The Eternal Moment, 1928)
  - «Машина останавливается» (1909) — фантастическая антиутопия о далеко зашедшей зависимости людей от техники. Предсказаны Интернет, видеоконференции, социальные сети и др.[17]
- Собрание рассказов (Collected Short Stories, 1947)
- The Life to Come and Other Stories (1972, включает 12 не публиковавшихся при жизни автора рассказов)

### Нон-фикшн
- Александрия: история и путеводитель (Alexandria: A History and Guide, 1922)
- Фарос и Фариллон (Pharos and Pharillon; сборник очерков об Александрии, 1923)
- Аспекты романа (Aspects of the Novel, 1927)
- Abinger Harvest (1936, сборник статей о Египте и не только)
- Two Cheers for Democracy (1951, сборник политических эссе)
- The Hill of Devi (1953, воспоминания о давних визитах в индийское княжество Девас)

## Экранизации
- 1984 — «Поездка в Индию». Реж. Дэвид Лин. В ролях — Джуди Дэвис. 2 Оскара, 9 номинаций.
- 1985 — «Комната с видом». Реж. Джеймс Айвори. В гл. роли Хелена Бонэм Картер. 3 Оскара, 5 номинаций.
- 1987 — «Морис». Реж. Джеймс Айвори. В гл. роли Хью Грант. 1 номинация на Оскар
- 1991 — «Там, где даже ангелы боятся появиться». В ролях — Джуди Дэвис, Хелен Миррен, Хелена Бонэм Картер
- 1992 — «Говардс-Энд». Реж. Джеймс Айвори. В гл. ролях — Энтони Хопкинс, Эмма Томпсон, Хелена Бонэм Картер. 3 Оскара, 6 номинаций.

## Публикации на русском языке
- Поездка в Индию. — М.: Художественная литература, 1937.
- Избранное. — М.: Художественная литература, 1977.
- Машина останавливается // О дивный новый мир. — М., 1990. — С.35-76.
- Морис. — М.: Глагол, 2000.
- Куда боятся ступить ангелы. — М.: Радуга, 2000.
- Фарос и Фариллон. — Тверь: Kolonna publications, 2012.
- Машина останавливается и др. рассказы. — М.: Астрель, 2014. — (Серия «Классическая английская новелла»).
- Комната с видом на Арно. — М.: АСТ, 2014.
- Говардс-Энд. — М. АСТ, 2014.